# Samsung Galaxy Tab 7.0
Galaxy Tab 7.0 je mobilní zařízení firmy Samsung, které kombinuje tablet (založený na operačním systému Android) a mobilní telefon. Poprvé byl představen 2. září 2010 na IFA v Berlíně.
Samsung u něj vycházel ze svého mobilního telefonu Galaxy S. Galaxy Tab je určený pro zastání funkcí PDA, mobilního telefonu, internetového prohlížeče, čtečky knih i přehrávače hudby a videí (s podporou Flashe a všech běžných video kodeků). U vestavěných aplikací Samsung úzce spolupracoval s Google a integroval všechny jeho hlavní služby do tohoto modelu.

## Technické parametry
procesor
- ARM Cortex A8
- frekvence 1 GHz
- instrukční sada: RISC

paměť
- operační paměť: 512 MiB
- typ: flash

úložné místo
- dvě verze: 16 nebo 32 GiB
- slot pro karty microSD

displej
- typ: TFT, kapacitní, multidotykový
- rozlišení: 1024 × 600 pixelů
- poměr stran: 16:9
- velikost: 7 palců (18 cm)

operační systém
- Android 2.2 (Froyo)
- očekává se upgrade na Android 3-0 a vlastní ad hoc verze

grafický čip
- PowerVE SGX540
- frekvence: 1,06 GHz

kamera/fotoaparát
- kamerka s 1,3 megapixely na přední straně (pro videohovory)
- digitální fotoaparát s 3,2 MPix na zadní straně, přisvícením LED

konektivita
- slot na SIM kartu
- 2.5G
  - GSM
  - GPRS
  - EDGE)
  - frekvence: 850 / 900 / 1800 / 1900 MHz
- 3G
  - HSUPA 5.76 Mbit/s
  - HSDPA 7.2Mbit/s
  - frekvence: 900 / 1900 / 2100 MHz
- Wi-Fi 802.11 a/b/g/n
- Bluetooth 3.0
- PDMI
- GPS
- synchronizace s PC bezdrátově nebo přes miniUSB kabel

baterie
- kapacita: 4000 mAh
- výdrž (podle údajů výrobce): až 7 hodin přehrávání videa

rozměry
- výška: 190,09 mm (7.484")
- šířka: 120,45 mm (4.742")
- tloušťka: 11,98 mm (0.472")

hmotnost
- 380 g

vstup
- dotykový displej
- 4 tlačítka naspodu
- hlasové ovládání

různé
- kódové jméno: P-1000
- akcelerometr – rozpoznávání držení přístroje na výšku či na šířku

## Recenze
Recenze Galaxy Tab téměř bez výjimky srovnávají s Apple iPad a shodují se na tom, že má potenciál vystoupit z řady jeho plagiátů a konkurovat mu, nicméně, dodávají, že bude záležet na ceně a softwarové podpoře (na rozdíl od iTunes u iPadu bude mít Galaxy Tab základnu na Android Market).

## Uvedení na trh
Tablet byl v Evropě uveden na trh na podzim 2010. 